# Шарбановачка река
Шарбановачка река је лева притока Црног Тимока. Име је добила по селу Шарбановац код Бора, кроз које и протиче. Дужина реке износи  18 km.
Река извире у брдима у засеоку Злота званом Кобила и у том делу је позната под називом Ваља ку Фрасењ (у преводу јасенова река/долина). Једина битнија притока је Огашу ку Пјатра (у преводу поток са кемењем). У долини Шарбановачке реке, у центру Шарбановца, налази се извор термалне воде у народу познат као Шарбановачка бања.
Река се улива у Црни Тимок код засеока Селиште (или Шарбановац Тимок).

## Етимологија
Шарбановачка река је добила назив по истоименом селу. Назив Шарбановац потиче од влашке речи шарб што у преводу значи дивокоза, јелен.